# Marcin Brzeziński
Marcin Mariusz Brzeziński (* 6. Januar 1984 in Warschau, Polen) ist ein polnischer Ruderer.

## Karriere
Brzeziński begann mit dem Rudersport im Jahr 1997. Bei den Weltmeisterschaften der Junioren startete er als Skuller zweimal, belegte dabei Platz 10 im Jahr 2001 in Duisburg und den Bronzerang 2002 in Trakai jeweils im Doppelvierer. Mit dem Eintritt in die Senioren-Altersklasse ruderte Brzeziński fortan zwei Jahre bei den damals noch inoffiziellen U23-Weltmeisterschaften. Er gewann eine Bronzemedaille im Doppelvierer 2003 und belegte im Folgejahr Platz 7 im Doppelzweier im polnischen Posen bei den Titelkämpfen der B-Senioren.
Ab der Saison 2005 schloss Brzeziński zur offenen Altersklasse auf. Über eine erste Teilnahme am Ruder-Weltcup im Doppelvierer empfahl er sich für das polnische Nationalteam und bildete fortan einen Doppelzweier mit Michał Słoma, den er bis in die Saison 2007 ruderte. Das Duo belegte Platz 9 bei den Weltmeisterschaften 2005 in Japan, Platz 4 im Folgejahr in Großbritannien und den 12. Rang bei den Weltmeisterschaften in München. Bei der Wiedereinführung der Europameisterschaften im Jahr 2007 in Polen erreichte das Duo knapp außerhalb der Medaillenränge auf Platz 4 das Ziel.
In die olympische Saison startete Brzeziński mit neuem Zweierpartner schwach beim Ruder-Weltcup. Er konnte dennoch zu den Olympischen Sommerspielen 2008 fahren, denn er wechselte spontan in den Riemenbereich und konnte einen Platz im polnischen Achter ergattern. Dieser hatte sich in den vier Jahren vor den Spielen von Peking regelmäßig im A-Finale der Weltmeisterschaften platziert. In der Besetzung Sebastian Kosiorek, Michał Stawowski, Patryk Brzeziński, Sławomir Kruszkowski, Wojciech Gutorski, Marcin Brzeziński, Rafał Hejmej, Schlagmann Mikołaj Burda und Steuermann Daniel Trojanowski erreichte das polnische Team das Finale und belegte dort Platz 5. In ähnlicher Besetzung wurde bei den Europameisterschaften wenige Wochen später außerdem die Bronzemedaille gewonnen.
Brzeziński blieb dem polnischen Achter treu und konnte in der Folge einige EM-Medaillen und -Titel gewinnen. Bei den Europameisterschaften 2009 in Weißrussland wurde die Mannschaft erstmals Europameister, 2010 folgte eine EM-Silbermedaille. Die europäischen Titelkämpfe 2011 und 2012 gewann der polnische Achter mit Brzeziński an Bord ebenfalls. Bei den Weltmeisterschaften war man nicht derart erfolgreich und belegte Platz 4 bei den Titelkämpfen 2009 in Posen, Platz 8 im Jahr 2010 und einen weiteren fünften Platz in der vorolympischen Saison 2011. Brzeziński konnte als Stammkraft im Achter im Jahr 2012 zum zweiten Mal an den Olympischen Sommerspielen teilnehmen. In London verpasste die Mannschaft mit Marcin Brzeziński, Piotr Juszczak, Mikołaj Burda, Piotr Hojka, Zbigniew Schodowski, Michał Szpakowski, Krystian Aranowski, Rafał Hejmej und Steuermann Daniel Trojanowski allerdings das Finale und belegte Platz 7.
Auch nach den Spielen in Großbritannien setzte Brzeziński seine Karriere im polnischen Achter fort. Bei den Europameisterschaften 2013 erreichte er die Silbermedaille. Bei den Weltmeisterschaften 2014 gewann Brzeziński außerdem mit dem 3. Platz seine erste Medaille bei Weltmeisterschaften. Mit drei vierten Plätzen bei den Weltmeisterschaften 2013 und Europameisterschaften 2014 und 2015 verpasste der polnische Achter weitere Medaillenplatzierungen knapp. Enttäuschend verliefen die Ruder-Weltmeisterschaften 2015 auf dem französischen Lac d’Aiguebelette, wo die Mannschaft aus Polen mit Brzeziński nur den 8. Platz erreichte und die direkte Qualifikation für die Olympischen Sommerspiele in Rio de Janeiro verpasste. Nachdem die Qualifikation im Mai 2016 in Luzern nachgeholt werden konnte, erreichte der polnische Achter den fünften Platz bei den Olympischen Spielen 2016.
Im Mai 2017 gewann der polnische Achter mit Brzeziński hinter den Deutschen die Silbermedaille bei den Europameisterschaften 2017. Im Mai 2017 gewann der polnische Achter mit Burda hinter den Deutschen die Silbermedaille bei den Europameisterschaften 2017. 2018 erreichte Brzeziński weder im Achter bei den Europameisterschaften noch im Zweier ohne Steuermann bei den Weltmeisterschaften das Finale. 2019 siegte der polnische Vierer ohne Steuermann mit Mikołaj Burda, Mateusz Wilangowski, Marcin Brzeziński und Michał Szpakowski beim Weltcup-Auftakt in Plowdiw. Bei den Europameisterschaften 2019 gewann die Crew Silber hinter dem britischen Boot. Drei Monate später siegten die Polen bei den Weltmeisterschaften 2019 vor den Rumänen und den Briten. Im Jahr darauf belegte der polnische Vierer bei den Europameisterschaften in Posen den dritten Platz hinter den Niederländern und den Italienern. Bei den Olympischen Spielen in Tokio belegte der polnische Vierer den siebten Platz.
Brzeziński startet für den Verein WTW Warszawa in seiner Heimatstadt Warschau. Bei einer Körperhöhe von 1,94 m beträgt sein Wettkampfgewicht rund 90 kg.